# Tonmodell

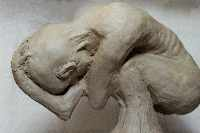
Tonmodell einer Skulptur

Ein Tonmodell ist ein Abbild eines dreidimensionalen Objektes in Ton, das für folgende Zwecke hergestellt wird:
Skizze/Entwurf
Ein Tonmodell als Entwurf, der Bozzetto, wird meist nur sehr grob und in verkleinertem Maßstab des zukünftigen Gegenstandes ausgearbeitet. Der Bozzetto dient lediglich zum Ausarbeiten einer groben Form eines späteren Werkes. Beispielsweise erstellt ein Bildhauer oft mehrere Skizzen in Ton, welche ihm dann als Vorlagen für die später zu erstellenden Skulptur dienen.
Visualisierung
Im Produktdesign werden Tonmodelle während der Designphase zur Visualisierung des späteren Produkts hergestellt. Modelle aus Ton eignen sich für die Visualisierung besonders gut, da Veränderungen des Designs sehr schnell am Modell nachvollzogen werden können. Insbesondere in der Automobilindustrie werden Tonmodelle sowohl im verkleinerten als auch im 1:1-Maßstab hergestellt. Die Visualisierung durch ein Tonmodell wird immer öfter durch spezialisierte Computerprogramme abgelöst.
Formenbau, Kunstguss
Im Formenbau werden maßstabs- und detailgetreue Tonmodelle hergestellt. Das Tonmodell dient zur Herstellung der Form (Negativ), welches danach für die Abgüsse in einem neuen Material verwendet wird. Tonmodelle werden insbesondere von Bildhauern geschaffen. Vom Modell erstellt der Kunstgießer eine Form, welche zur Kopie der Skulptur in ein neues Material (meist Bronze) dient.
Kultgegenstand
wie die Wagenmodelle aus Ton, die z. B. in Grab 177 im ungarischen Budakalász – Luppa csárda (Komitat Pest) gefunden wurden.
Siehe auch: Modell